# Plodio
Plodio (im Ligurischen: Ciòi) ist eine italienische Gemeinde mit 624 Einwohnern (Stand 31. Dezember 2023) in der Region Ligurien. Politisch gehört sie zu der Provinz Savona.

## Geographie
Plodio liegt im Val Bormida zwischen den Gemeinden Millesimo und Carcare. In der Nähe liegt auch der Colle di Cadibona. Die Gemeinde gehört zu der Comunità Montana Alta Val Bormida und ist circa 25 Kilometer von der Provinzhauptstadt Savona entfernt.
Nach der italienischen Klassifizierung bezüglich seismischer Aktivität wurde die Gemeinde der Zone 4 zugeordnet. Das bedeutet, dass sich Plodio in einer seismisch inerten Zone befindet.

## Klima
Die Gemeinde wird unter Klimakategorie E klassifiziert, da die Gradtagzahl einen Wert von 2478 besitzt. Das heißt, die in Italien gesetzlich geregelte Heizperiode liegt zwischen dem 15. Oktober und dem 15. April für jeweils 14 Stunden pro Tag.